# Fàbrica Martí Llopart i Trenchs
La Fàbrica Martí Llopart i Trenchs és una fàbrica del Pla de Santa Maria (Alt Camp) protegida com a bé cultural d'interès local.

## Descripció
La nau principal, situada a la zona central del conjunt, és formada per dotze mòduls, amb façana de maó arrebossat, coberta de dent de serra a una sola vessant i lluernaris zenitals d'il·luminació. L'estructura és de pilars de fosa, formant una retícula disposada cada 3,80m en el sentit est-oest i cada 6,00m en el sentit nord-sud, amb encavallades vistes de fusta que suporten les lloses de la coberta acabada de teula.
Altres naus de magatzem i oficines se situen a l'extrem sud, amb cobertes a dues vessants, on hi ha també la xemeneia de la màquina de vapor tota ella de maó vist. Per la part nord, existien altres construccions més modernes, ara enderrocades, que es destinaven a zona de producció. A l'extrem nord hi ha també una gran bassa d'aigua voltada de pins.
La xemeneia és un element molt estilitzat, arrenca d'un basament de planta quadrada d'uns tres metres d'alçària, amb un tram de transició formant dues voltes de canó creuades i llunetes que acaben en un cilindre, més ample a la base i més estret al capdamunt. La decoració de maó mostra les lletres "HFS" al basament.
Dins el mateix recinte hi ha la casa del director, d'època modernista i anomenada la casa de la fàbrica o del director. Es creu que fou construïda el 1929, és d'estil modernista i consta de planta baixa, primer pis i golfes tot separat per una escalinata central.

## Història
L'empresa fou creada pel sr. Joan Trenchs i Ballester, nascut a Valls el 9 de juny de 1863, fill de teixidors de professió, que constituí l'any 1893 amb dos socis més la Societat Martí, Llopart i Trenchs, (fundada l'any 1893) amb seu social al carrer Còrsega 282 de Barcelona.
La ubicació al Pla de Santa Maria d'una indústria com la tèxtil Martí, Llopart i Trenchs, va aportar no només riquesa econòmica a moltes famílies on la sustentació bàsica era la pagesia, sinó també va contribuir al desenvolupament econòmic, social i cultural del poble i d'altres del voltant. La fàbrica donà feina a un nombre important de treballadors (380 l'any 1930) convertint-se en complement per a moltes famílies i, alhora, va permetre l'accés a la dona la món del treball remunerat. D'aquesta manera naixia una economia mixta que ha perdurat fins ara: el treball a la indústria i el conreu de les terres com a segona opció.
La fàbrica tèxtil s'inaugurà oficialment el 26 de març de 1917. El recinte fabril, format per les instal·lacions industrials, una bassa, la casa i altres dependències, ocupava aproximadament vora 5 hectàrees de terreny a la partida de les Eres. Davant de la indústria, es construïren quaranta cases destinades a donar estada als obrers, conformant la colònia de Vista Alegre, essent un més dels testimonis del pas del modernisme pel municipi del Pla de Santa Maria.
Al 1966 prengué l'activitat una nova empresa, Hijos de Francisco Sans.
Tot i que La Fàbrica va acollir activitat industrial fins al 1998, l'octubre de 2.001 l'Ajuntament n'adquirí els terrenys que eren en mans de la Tresoreria de la Seguretat Social des de feia deu anys. En aquell moment es procedí a l'enderroc d'una nau de l'edifici industrial pròpiament dit a causa del seu avançat estat de deteriorament i parcial esfondrament